# 磯野万亀男
磯野 万亀男（いその まきお、1909年1月27日 - 2003年5月19日）は、日本の経営者。野村不動産社長、会長を務めた。兵庫県出身。

## 経歴
1929年に神戸商業大学を卒業し、同年に野村證券に入社。1949年1月に取締役に就任し、1956年11月に常務、1959年6月に野村不動産専務を経て、1963年11月には副社長に就任し、1969年1月には社長に昇格。1978年10月に会長に就任し、1981年12月に代表取締役相談役を経て、1987年12月から相談役を務めた。社長時代には、鎌倉市での大規模住宅開発と新宿野村ビルの建設などを手掛けた。
1988年4月に藍綬褒章を受章。
2003年5月19日心不全のために死去。94歳没。